# Sidney Alfred Skan
Sidney Alfred Skan   (Solihull, 13 d'agost de 1870 - Londres, 19 de desembre de 1939) va ser jardiner, botànic i bibliotecari anglès.

## Biografia
Sidney Alfred Skan va néixer el 13 d'agost (segons altres fonts, el 30 d'agost) de 1870 a Kinton Green al comtat de Warwickshire. Va estudiar jardineria al Jardí Botànic d'Edgbaston de Birmingham sota la direcció de William Bradbury Latham, el 1892 va ingressar al Jardí Botànic de Kew per treballar a l'arborètum. Des de 1894, Skan va ser empleat de la Biblioteca Kew Herbarium, ajudant de William Botting Hemsley. Des de 1899, Skan va gestionar la biblioteca fins que el 1916 va publicar catàlegs anuals de noves adquisicions.
El treball a la biblioteca va portar molt de temps a Scan, però també va estudiar la botànica en sí. Per al llibre Index florae sinensis, va processar les famílies Juglandaceae, Cupuliferae, Ceratophyllaceae i Gnetaceae. Juntament amb Hemsley, va escriure una secció del llibre Flora of Tropical Africa (1906), dedicat a l'extensa família Scrophulariaceae. De 1897 a 1915, va publicar anualment llistes de plantes introduïdes en la cultura a Kew.
De 1897 a 1915, publica anualment llistes de plantes introduïdes en la cultura a Kew.
El 1933, Scan va deixar el treball a la biblioteca Kew. El 19 de desembre de 1939 va morir.

## Algunes publicacions científiques
- Skan, Sidney Alfred. Flora capensis. 5, sect. 1(2).  Royal Botanic Gardens, Kew, p. 226—387. responsable: in W.H. Harvey et al..

## Honors

### Eponímia
- (Fagaceae) Lithocarpus skanianus Rehder[1]

- (Fagaceae) Pasania skaniana Schottky[2]

- (Fagaceae) Quercus skaniana Dunn[3]